# Alexander Kotchetow

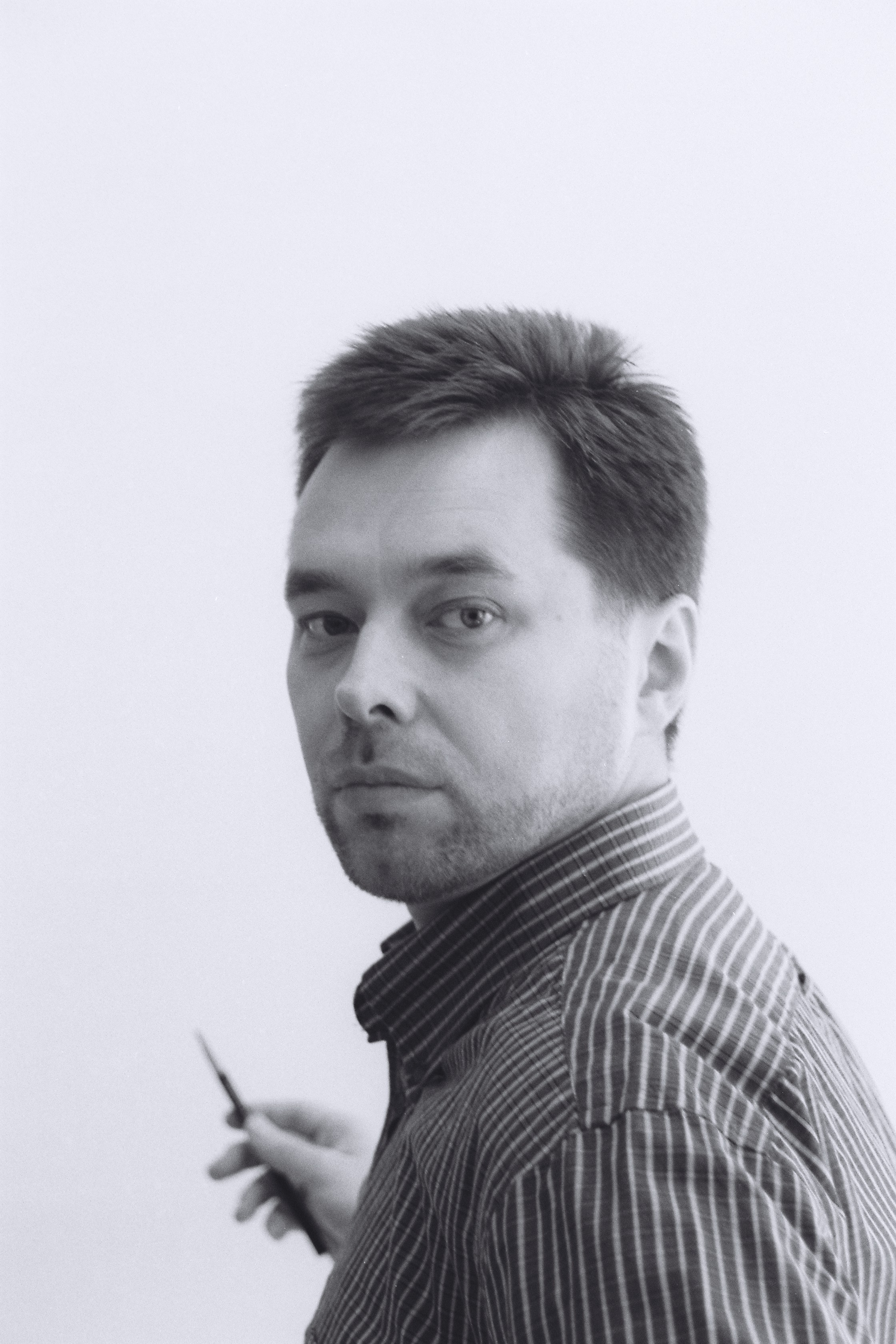
Alexander Kotchetow im Atelier, 2003

Alexander Kotchetow  (wiss. Transliteration: Kočetov, * 1966 in Kiew; † 2019 in München) war ein russisch-ukrainischer Maler, der in Kiew und München lebte und wirkte.

## Leben und Werk
Alexander Kotchetow war der einzige Sohn eines russischen Ingenieurs und einer ukrainischen Ärztin. 1987 begann er sein Studium an der Kunstakademie in Kiew und erhielt 1992 ein Stipendium an der Akademie der Bildenden Künste München. Seit 1997 lebte er mit seiner Frau Susana Quiñones dann dauerhaft in München. Er war ein Vertreter der Figurativen Kunst in der Malerei und Grafik des späten 20. und Anfang des 21. Jahrhunderts. Seine Werke wurden in zahlreichen internationalen Ausstellungen präsentiert.
Ende 2019 starb Alexander Kotchetow nach langer Krankheit.

## Stil
Alltägliche Motive wie Kneipenszenen, Straßenszenen und Modeschauen haben ihn inspiriert und finden sich in zahlreichen Ölbildern und Aquarellen wieder.

„Man sieht einen Künstler, der so selbstverständlich in der Gegenwart, in unserer vertrauten Alltagswelt agiert, als ob die großen Themen schlichtweg und buchstäblich auf der Straße lägen. […] Einerseits sind es ganz simple, klare Themenkreise. […] Andererseits ist es ein glorioses Jonglieren mit Motiven der Kunstgeschichte, vor allem denen des klassischen Impressionismus. Denn natürlich ist der Ausgangspunkt all dieser Kneipenbilder letztendlich Edouard Manets berühmte Bar in den Folies-Bergere. […]
Und speziell das Bild, das er uns von den Münchner Kneipen hinterlässt, ist unvergleichbar stimmig. […] Er schafft die Bilder, von denen Photographen träumen, dass sie ihnen irgendwann einmal gelingen könnten.“

## Auszeichnungen
- 2005 Haus der Kunst München Preis[3]

## Einzelausstellungen (Auswahl)
- 2002 „Alexander Kotchetow“, Kunst und Kultur zu Hohenaschau e. V., Aschau im Chiemgau, Deutschland[6]
- Dazu weitere zahlreiche Ausstellung in internationalen Galerien

## Gruppenausstellungen (Auswahl)
- 1989 Republikanische Ausstellung in Kiew, UdSSR
- 1990 Union-Ausstellung in Moskau, UdSSR
- 1990 Ausstellung „Drei Künstler“ in der Republik Guinea (Conakry)
- 1990 „Zeitgenössische Kunst aus der Sowjetunion“, Galerie Ginsa, Tokio, Japan., Galerie Mitsubishi Denki, Okinawa, Japan
- 1992 Ausstellung der Union junger Künstler in Moskau, Russland
- 2001–2017 Haus der Kunst München. Teilnahme an den Jahresausstellungen der Münchner Künstlergenossenschaft  Kgl.Priv.1868, München, Deutschland.
- 2006–2007 Zurück zur Figur – Malerei der Gegenwart", Kunsthalle der Hypo-Kulturstiftung, München, Wien, Burgdorf, Rotterdam.[7]
- 2010 Gemälde von Alexander Kotchetow & Skulpturen von Andreas Krämmer, Vereins für Kunst und Kultur auf Haus Vorst e. V, Leichlingen, Deutschland
- 2010 Artistes Independants. Grand Palais Des Champs Elysees, Paris, Frankreich
- 2010 Die Perfekte Ausstellung", Kurpfälzische Museum Heidelberg, Deutschland.[8][9][10]
- 2011 Ausstellung Alexander Kotchetow, Ransome Stanley und Bernhard Springer, Kunst & Kultur zu Hohenauschau, Aschau i. Chiemgau, Deutschland[6]